# 胰岛素类似物
胰岛素类似物（英語：Insulin analog），又稱餐时胰岛素，泛指通过对胰岛素结构的修饰模拟正常胰岛素的分泌，并模拟胰岛素生理作用的物质。

## 发展历史
在20世纪90年代，随着科学家对胰岛素结构和成分的研究越来越深入，发现可以通过对肽链的修饰改变胰岛素的生物学和理化特征，进而研发出较传统人胰岛素更能贴合人体需要的胰岛素类似物，因能直接紧临餐前使用，也称为餐时胰岛素或速效胰岛素。2001年12月26日诺和诺德对外宣布，首个且唯一可进行胰岛素泵治疗的胰岛素类似物门冬胰岛素通过FDA审批。2005年4月，首个预混胰岛素类似物制剂诺和锐30（含30%可溶性门冬胰岛素，70%精蛋白门冬胰岛素）在中國上市。2010年2月26日，长效胰岛素类似物地特胰岛素获得国家食品药品监督管理局批准，获准在中国上市。

## 结构修饰
胰岛素由胰岛β细胞受内源或外源性物质如葡萄糖的刺激分泌，属于可溶性酸性蛋白，主要结构包括两条肽链（A链和B链），其中A链含氨基酸残基21个；B链则有30个。肽链由两个胱氨酸二硫键连接，其中所含的脯氨酸残基是形成二聚体的关键位点。胰岛素类似物是在胰岛素的结构上做一些相应的修饰，从而更贴合人体对胰岛素分泌的需求，达到治疗糖尿病的目的。 　　

## 種類

### 门冬胰岛素
门冬胰岛素采用重组DNA技术合成，利用酵母生产，用天门冬氨酸替代人胰岛素氨基酸链B28位的脯氨酸，目的是引起天门冬氨酸的阴离子，通过电荷排斥阻止胰岛素单体或二聚体的聚合。这种改变减弱了溶液中胰岛素分子间的结合强度，减少分子聚合，使之迅速解离成单体。门冬胰岛素一般皮下注射后10到20分钟发挥药效，并且可以降低餐后血糖水平和糖化血红蛋白A（HbA1c）。　　

### 地特胰岛素注射液
地特胰岛素（Insulin Detemir）与人胰岛素相比，将30位氨基酸去除，同时B链29位点连接14C脂肪酸链，但仍保留锌离子存在，分子以六聚体的形式表达。地特胰岛素经皮下注射后吸收和扩散平稳缓慢，并在血浆中99%与白蛋白结合，以极慢的速度释放入血液，血浆浓度较为平稳，峰谷曲线平缓，治疗作用持续时间较长。

## 作用
- 与人胰岛素相比，胰岛素类似物起效快速，从而没有人胰岛素起效时间需30～60分钟、因此需要餐前30分钟给药的缺点，只需要紧临餐前15分钟注射，或者于餐后使用，同时降糖作用持续时间短，减少了低血糖风险。
- 更准确模拟生理治疗，胰岛素类似物可联合长效胰岛素，帮助患者更好模拟胰岛素生理分泌和代谢，最大限度控制血糖水平，尤其是餐后血糖。
- 经研究发现胰岛素类似物的峰效时间与餐后血糖峰值同步抵达，因此更有利于控制餐后血糖。
- 由于持续时间短，可显著减少夜间低血糖发生率。
- 长期使用可降低糖化血红蛋白（HbA1c），逐步达到<7%并维持。
- 人体吸收稳定，个体变化及差异较小。另外，人胰岛素大量注射时，可在皮下部位形成储存，无法预料疗效与持续时间，而胰岛素类似物很少出现。
- 糖尿病患者如果同时口服肾上腺皮质激素，由于皮质激素可抑制胰岛素的分泌，使糖异生增加，因此餐后血糖较难控制，而胰岛素类似物可消除此弊端。
- 胰岛素类似物不会过度激活胰岛素样生长因子受体1（IGF-1），因此很少介导增殖效应。

## 相关疾病
胰岛素类似物适用于需要胰岛素治疗的糖尿病类型。